# 十地
十地（daśa-bhūmi），佛教術語，指大乘佛教修菩薩道的修行者,所要經歷的十個修行階段，出自於《十地經》，後來集入《華嚴經》中，而稱為十地品。
按照《梵網經》、《菩薩瓔珞本業經》、《楞嚴經》等之說法，已發菩提心的菩薩行者，要經過「十信」、「十住」、「十行」、「十迴向」等四十階位修行福德（puṇya）與智慧（jñāna）資糧，然後進入「十地」中修學。
按法相宗的說法，十信至十迴向皆攝屬「資糧位」，四加行為「加行位」，十地為見道菩薩後的「修習位」，妙覺菩薩為成佛的「究竟位」。藏傳佛教同樣在「修習位」中安立「十地」。
不過在《華嚴經》中，雖提到十住、十行、十迴向、十地，但是採分別陳述的方式。因此，十住與十地有可能原本是並列而獨立的修行階位系統。在其他的印度大乘佛教經論，幾乎不會提到十行與十迴向，而以「十住」或「十地」為主。

## 部派佛教的十地
部派佛教中，有「十地」說。如『修行本起經』說：「積德無限，累劫勤苦，通十地行，在一生補處」。『太子瑞應本起經』（可能屬化地部）說：「修道德，學佛意，通十地行，在一生補處」。『過去現在因果經』說：「功行滿足，位登十地，在一生補處」。這些不明部派的佛傳，都說到了十地。
大眾部派說出世部律典《大事》記載的十地為：
1. 難登地（durārohā）
2. 結慢地（baddhamānā）
3. 華莊嚴地（puṣpamaṇḍita）
4. 明輝地（rucirā）
5. 廣心地（cittaviatarā）
6. 妙相具足地（rūpavatī）
7. 難勝地（durjayā）
8. 生誕因緣地（janmanideśa）
9. 王子位地（yauvarājytā）
10. 灌頂地（abhiṣeka）

## 華嚴十住

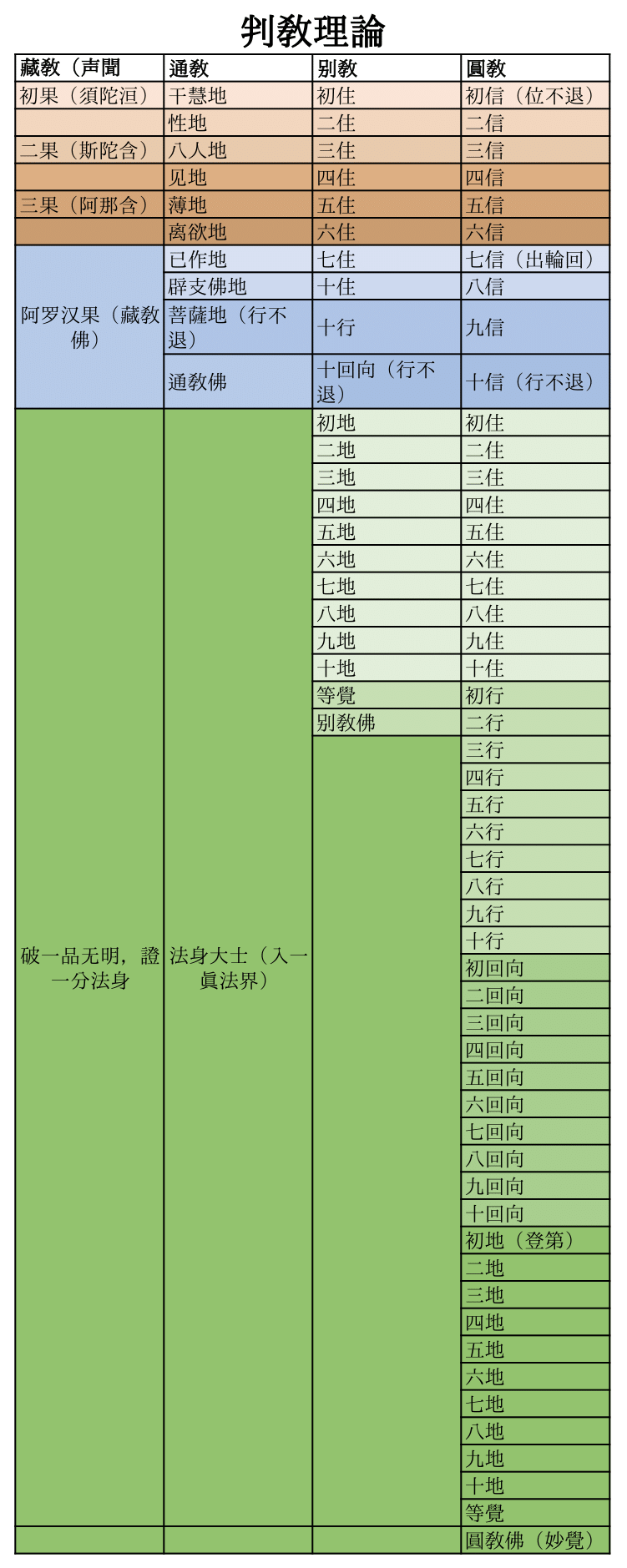

大乘初期的菩薩行位，是十住（Daśa-vyavasthāna），與大品般若經〈發趣品〉中未標示名號的十地說相通。十住是：
1. 初發心住（prathamacittotpādika）
2. 治地住（ādikarmika）
3. 修行住（yogācāra）
4. 生貴住（janmaja）
5. 方便具足住（pūrvayogāsampanna）
6. 正心住（śuddhādhyāśaya）
7. 不退住（avivartya）
8. 童真住（kumārabhūta）
9. 法王子住（yauvarājya）
10. 灌頂住（abhiṣeka）

## 華嚴十地
大乘佛教中最廣為通行的菩薩修行位階為華嚴十地，大乘論師龍樹和世親都對《十地經》作過注解。十地是：
1. 歡喜地 (Pramuditā-bhūmi)
2. 離垢地 (Vimalā-bhūmi)
3. 發光地 (Prabhākarī-bhūmi)
4. 焰慧地 (Arciṣmatī-bhūmi)
5. 難勝地 (Sudurjayā-bhūmi)
6. 現前地 (Abhimukhī-bhūmi)
7. 遠行地 (Dūraṃgamā-bhūmi)
8. 不動地 (Acalā-bhūmi)
9. 善慧地 (Sādhumatī-bhūmi)
10. 法雲地 (Dharmameghā-bhūmi)

### 第一地 歡喜地
又作極喜地、喜地、悅豫地。主欢喜正法，并先知十地样貌，如知到彼方道路。

「菩薩圓滿十迴向後，成就一分道種智，復勇發十無盡願。何等為十？一眾生不可盡。二世界不可盡。三虛空不可盡。四法界不可盡。五涅槃不可盡。六佛出世不可盡。七諸佛智慧不可盡。八心所緣不可盡。九起智不可盡。十世間轉法轉智轉不可盡。若眾生盡。我願乃盡。若世界。虛空。法界。涅槃。佛出世。諸佛智慧。心所緣。起智。諸轉盡。我願乃盡。而眾生實不可盡。世界。虛空。法界。涅槃。佛出世。諸佛智慧。心所緣。起智。諸轉。實不可盡。我諸願善根亦不可盡。」
於八識心王，親證五法〈五法者。一相二名三分別四真如五正智〉、
三自性〈說三自性者。謂遍計所執自性。依他起自性。圓成實自性。〉、
兩種無我法〈人無我相、法無我相〉、
七種第一義〈有七種第一義。所謂心境界。慧境界。智境界。見境界。超二見境界。超子地境界。如來自到境界。〉、
七種性自性〈有七種性自性。所謂集性自性。性自性。相性自性。大種性自性。因性自性。緣性自性。成性自性。〉，
成通達位菩薩，
復又永伏性障如阿羅漢，
但不俱斷，能證慧解脫而不取證，由大願故留惑潤生，盡未來際終不取無餘涅槃，利樂眾生永無止息。 
此地主修法施波羅蜜多及百法明門，證猶如鏡像觀，滿初地心。

### 離垢地
又作無垢地、淨地。初地功德圓滿後，再成就一分道種智而入二地。这一阶段主发愿，舍弃自我之心，不舍一切众生。并应多闻佛法。《十住經》：
|  | 「諸菩薩摩訶薩。已具足初地。欲得第二地者。當生十心。何等為十。一柔軟心。二調和心。三堪受心。四善心。五寂滅心。六真心。七不雜心。八無貪悋心。九快心。十大心。」 |

二地亦主修戒波羅蜜及一切種智。
|  | 《十住經》描述此地样貌：「是菩薩。若干多百多千。乃至多百千萬億劫。遠離慳貪破戒垢故。淨修布施持戒。諸佛子。譬如成鍊真金。在礬石中。諸一切垢盡。轉復明淨。菩薩亦如是。住是離垢菩薩地中。多百多千。乃至無量百千萬劫離慳貪破戒垢故。淨修布施持戒。菩薩爾時。於四攝法中。愛語偏多。十波羅蜜中。戒波羅蜜偏勝。餘波羅蜜。非不修集。但隨地增長。諸佛子。是名菩薩摩訶薩第二離垢地。」 |

|  | 《十地經論》卷4：「於無量劫遠離慳嫉破戒垢心。成就布施持戒清淨等諸事勝故。於初地中戒未淨故。施亦未淨。若爾何故初地中說檀波羅蜜增上餘者不如。然彼檀波羅蜜等此地中轉勝清淨故。以離慳嫉破戒等垢。是故此地釋名離垢。初地中金但以火鍊除外貪等麁垢故。說鍊金清淨。今於此地復置礬石中煮除自體明垢故。自性真淨故。說性戒清淨義。」 |

滿心位成就猶如光影現觀，戒行自然清淨，因戒行清淨圓滿故，所以稱名離垢地。

### 發光地
又作明地、有光地、興光地。二地滿心後再證一分道種智，故入三地。
|  | 《佛說十地經》卷3：「第二地中增上意樂善清淨已。欲入菩薩第三地者。當以十種心之意樂作意而入。何等為十。所謂以清淨心意樂作意。以安住心意樂作意。以厭離心意樂作意。以離欲心意樂作意。以不退心意樂作意。以堅固心意樂作意。以熾然心意樂作意。以勇健心意樂作意。以勝妙心意樂作意。以廣大心意樂作意。菩薩以是十心意樂作意證入第三地中。」《瑜伽師地論》「由發聞行。正法光明等持光明之所顯示。是故此地名發光地。由內心淨能發光明。是故說名增上心住。由此義故名發光地。即由此義當知復名增上心住。」因此故，此地名發光地。 |

|  | 此地主修忍般羅蜜多及四禪八定，四無量心，五神通(謂神境通、宿住通、天耳通、死生智通、心差別通)。 |

成就俱解脫果而不取涅槃，留惑潤生。滿心位成就猶如谷響現觀及無量妙定意身生。

### 焰慧地
又作焰地、增曜地、暉曜地。由三地再證道種智一分故入四地。
|  | 《佛說十地經》卷3：「欲入菩薩第四智地。當以十種法明而入。何等為十。所謂以有情界思察明入。以諸世界思察明入。以真法界思察明入。以虛空界思察明入。以識界思察明入。以欲界思察明入。以色界思察明入。以無色界思察明入。以妙意樂勝解界思察明入。以廣大意樂勝解界思察明入。菩薩以此十法明入昇第四地。」 |

### 難勝地
|  | 《佛說十地經》卷4：「欲入菩薩第五地中，當以十種平等清淨心意樂入。何等為十？所謂過去佛法平等清淨意樂，未來佛法平等清淨意樂，現在佛法平等清淨意樂，戒平等清淨意樂，定平等清淨意樂，除見疑惑平等清淨意樂，道非道智平等清淨意樂，斷智平等清淨意樂，一切菩提分法後後觀察平等清淨意樂，成熟一切有情平等清淨意樂，菩薩以是十種平等清淨意樂入第五地。」 |

### 現前地
|  | 《佛說十地經》卷4：「欲入菩薩第六地者，當以十種法平等性而入。何等為十？所謂：以一切法無相平等，以一切法無自相平等，以一切法無起平等，以一切法無生平等，以一切法寂淨平等，以一切法本來清淨平等，以一切法無戲論平等，以一切法不取、不捨平等，以一切法如幻、如夢、如影、如響、如水中月、如鏡中像、如陽焰水、如化平等，以一切法有無不二平等，以此十種法平等性入第六地。」 |

### 遠行地
|  | 《佛說十地經》卷5：「欲入菩薩第七地者，當以十種妙方便慧所引不共進道勝行而入。何等為十？所謂：善修空、無相、無願三摩地，而集廣大福德資糧；證入諸法無我、無壽者、無數取趣，而不捨修四無量心；發起廣大福德及法修行增上到彼岸行，而於諸法無少執著；已得遠離一切三界，而能引發三界莊嚴；已得畢竟寂靜寂滅，遠離一切諸煩惱焰，而能引發一切有情，貪、瞋、痴焰寂滅之行；現知諸法如幻、如夢、如影、如響、如水中月、如鏡中像、自性無二，而能引發業用無量差別意樂；依善修習諸剎土道與虛空等，而能引發佛剎清淨莊嚴之行；了知諸佛法身為性猶如虛空，而能引發妙色相好莊嚴其身；又知諸佛音聲本性寂靜不可言說，而能引發一切音韻差別莊嚴；了知諸佛一剎那頃頓悟三世，而能隨入顯示種種相劫數等，觀諸有情心意樂故；菩薩如是以此十種妙方便慧所引不共進道勝行，從第六地入第七地。」 |

### 不動地
|  | 《佛說十地經》卷6：「於七地中善修抉擇，以慧方便善淨諸道，善集資糧，善結大願，善蒙安住，如來加持，得自善根力所持性，隨順如來力、無所畏、不共佛法作意而行；善淨增上意樂思察，由福智力之所湧起；以大慈悲於諸有情，不捨加行隨於無量智道而行；入一切法本來無生、無起、無相、無成、無壞、無斷盡、無流轉、無止息性為性；初、中、後位皆悉平等，以真如中無分別故入一切智。即此菩薩，遠離一切心、意及識分別妄想無所執著，與虛空等顯然入性，名為已得無生法忍。」 |

### 善慧地
|  | 《佛說十地經》卷7：「若是菩薩以從如是無量功德智籌量慧，復於上上寂滅解脫精勤思慕，復更思察上上究竟智慧，趣入如來祕密之門，如理選擇不可思議智大我性，淨治選擇諸陀羅尼三摩地門，善能引發方廣神通，善能遍覽世界差別，瑩飾如來力、無所畏、不共佛法無映奪性，於隨諸佛轉妙法輪入雄特性，不捨所得大悲加持，證入菩薩第九智地。」 |

### 法雲地
|  | 《佛說十地經》卷8：「若是菩薩以於如是無量所知能觀察慧，乃至菩薩第九地終，善選抉擇，善備白法，善集無邊資糧之集，已善攝受廣大福智，已證無量大慈大悲，了知世界剖析差別，已入有情界稠林行，以想作意順入佛境，緣力無畏不共佛法，名為已至於一切種，一切智智受灌頂地。」 |

## 共三乘十地
《大品般若經》列出了「共三乘的十地」，用以表示聲聞乘和菩薩道在修行階段的對應關係，其名稱是：乾慧地、性地、八人地、見地、薄地、離欲地、已作地、辟支佛地、菩薩地、佛地。
按《大智度論》的解說，無生法忍—八人地（相當於聲聞見道十五心須陀洹向），阿鞞跋致地—見地（相當於聲聞須陀洹果）。而菩薩地即為「乾慧地，乃至離欲地」，又或者「歡喜地，乃至法雲地」，又或者「一發心來，乃至金剛三昧 （页面存档备份，存于）」。
1. 乾慧地有二種：一者聲聞；二者菩薩。聲聞人獨為涅槃故，勤精進，持戒心清淨，堪任受道；或習觀佛三昧，或不淨觀，或行慈悲、無常等觀，分別集諸善法，捨不善法；雖有智慧，不得禪定水，則不能得道，故名乾慧地。於菩薩則初發心乃至未得順忍。
2. 性地者，聲聞人從煖法，乃至世間第一法；於菩薩得順忍，愛著諸法實相，亦不生邪見，得禪定水。
3. 八人地者，從苦法忍，乃至道比智忍，是十五心。於菩薩則是無生法忍，入菩薩位。
4. 見地者，初得聖果，所謂須陀洹果；於菩薩則是阿鞞跋致地。
5. 薄地者，或須陀洹，或斯陀含，欲界九種煩惱分斷故；於菩薩過阿鞞跋致地，乃至未成佛，斷諸煩惱，餘氣亦薄。
6. 離地者，離界等貪欲諸煩惱，是名阿那含；於菩薩離欲因緣故，得五神通。
7. 已作地者，聲聞人得盡智、無生智，得阿羅漢；於菩薩成就佛地。
8. 辟支佛地者，先世種辟支佛道因緣，今世得少因緣出家，亦觀深因緣法成道，名辟支佛。辟支迦秦言因緣，亦名覺。
9. 菩薩地者，從乾慧地，乃至離欲地，如上說。復次，菩薩地，從歡喜地乃至法雲地，皆名菩薩地。有人言：從一發心來乃至金剛三昧，名菩薩地。
10. 佛地者，一切種智等諸佛法，菩薩於自地中行具足，於他地中觀具足，二事具故名具足。

## 外部連結
- 大乘初期至中、後期菩薩思想的變遷（页面存档备份，存于）